# Ruth Blauert
Ruth Blauert (* 1971, nach anderen Quellen 1970, in Lich, Hessen) ist eine deutsche Schauspielerin, Designerin und Künstlerin.

## Leben
Blauert erhielt als Kind Musikunterricht. Sie besuchte in ihrer Geburtsstadt die Erich-Kästner-Schule und danach die Dietrich-Bonhoeffer-Schule, an der sie Abitur machte. An der Fachhochschule Aachen studierte sie das Fach Visuelle Kommunikation, das sie 1997 mit dem Diplom abschloss.
Nach ihrem Studium und erster schauspielerischer Ausbildung und Tätigkeit in den Jahren 1996 und 1997 bei Tatjana Jurakowa im Rahmen des Aachener Jurakowa-Projekt-Theaters zog sie um die Jahrtausendwende von Aachen nach Berlin. In Berlin, Hamburg, Frankfurt am Main, Köln und Los Angeles ließ sie sich als Schauspielerin ausbilden und nahm Gesangs- und Tanzunterricht. 
In Berlin spielte sie einige Theaterrollen (u. a. an der Volksbühne Berlin, am Theaterhaus Mitte und am bat-Studiotheater). Ab Mitte der 1990er Jahre wirkte sie in einigen Kurzfilmen mit. Später kamen auch Fernseharbeiten (u. a. in Dr. Molly & Karl, SOKO Wismar) hinzu. In der ZDF-Dokuserie Das Jahrhunderthaus, die den Alltag einer deutschen Durchschnittsfamilie schildert, verkörpert sie die Mutter Anna Müller. Blauert ist außerdem als Sprecherin für Dokumentarfilme und Filmporträts sowie als Synchronsprecherin und als Voice-over-Sprecherin tätig. 
Seit 2000 produziert sie Upcycling-Kleidung und Accessoires unter dem Namen des von ihr 2003 gegründeten Unternehmens Dobedo.
Blauert, die sich für Ski Alpin, Yoga, Inline-Skaten, Schwimmen und Reiten interessiert, lebt in Berlin.

## Filmografie
- 1997: Schwere Beute (Kurzfilm)
- 2000: Neue Schuhe (Kurzfilm)
- 2008: Dr. Molly & Karl (Fernsehserie; Folge: Ich will ein fremdes Land bereisen)
- 2012: Nein, Aus, Pfui! Ein Baby an der Leine (Fernsehfilm)
- 2014: Dina Foxx – Tödlicher Kontakt (Fernsehfilm)
- 2016–2017: Das Jahrhunderthaus (Doku-Serie)
- 2017: SOKO Wismar (Fernsehserie; Folge: Tödliche Erschöpfung)
- 2017: So auf Erden (Fernsehfilm)